# A Klase 1953
L'edizione 1953 del A Klase fu la nona come campionato della Repubblica Socialista Sovietica Lituana; il campionato fu vinto dall'Elnias Šiauliai, giunto al suo 3º titolo.

## Formula
Fu confermata la formula della precedente edizione: le retrocesse Žalgiris Panevėžys e GSK Kybartai furono sostituite dalle neopromosse JJPF Kaunas e Spartakas Plunge.
Le 12 formazioni si incontrarono in gironi di andata e ritorno, per un totale di 22 incontri per squadra. Le squadre classificate agli ultimi due posti retrocedevano. La formula fu tuttavia cambiata a causa della defezione del KN Vilnius che non disputò il girone di ritorno, venendo rimpiazzato dall'Elfa Vilnius. In seguito il KN Vilnius fu comunque ammesso al campionato successivo per la rinuncia dello Spartakas Plunge.

## Classifica finale
|                        | Pos. | Squadra            | Pt | G  | V  | N | P  | GF | GS | DR  |
| ---------------------- | ---- | ------------------ | -- | -- | -- | - | -- | -- | -- | --- |
| RSS Lituana (bandiera) | 1.   | Elnias Šiauliai    | 34 | 21 | 15 | 4 | 2  | 45 | 20 | +25 |
|                        | 2.   | Inkaras Kaunas     | 32 | 21 | 14 | 4 | 3  | 58 | 15 | +43 |
|                        | 3.   | Lima Kaunas        | 27 | 21 | 12 | 3 | 6  | 41 | 26 | +15 |
|                        | 4.   | KPI Kaunas         | 24 | 21 | 9  | 6 | 6  | 32 | 25 | +7  |
|                        | 5.   | JJPF Kaunas        | 22 | 21 | 9  | 4 | 8  | 24 | 30 | -6  |
|                        | 6.   | Lituanika Kaunas   | 20 | 21 | 8  | 4 | 9  | 40 | 43 | -3  |
|                        | 7.   | Dinamo Vilnius     | 19 | 21 | 8  | 3 | 10 | 26 | 33 | -7  |
|                        | 8.   | Trinyčiai Klaipėda | 18 | 21 | 8  | 2 | 11 | 34 | 47 | -13 |
|                        | 9.   | Spartakas Plunge   | 16 | 21 | 6  | 4 | 11 | 27 | 38 | -11 |
|                        | 10.  | Gubernija Šiauliai | 13 | 21 | 5  | 3 | 13 | 14 | 33 | -19 |
|                        | 11.  | Elfa Vilnius       | 9  | 11 | 5  | 2 | 4  | 16 | 13 | +3  |
|                        | 12.  | Audiniai Kaunas    | 5  | 21 | 2  | 1 | 18 | 11 | 45 | -34 |
|                        | -    | KN Vilnius         | 12 | 11 | 5  | 2 | 4  | 24 | 8  | +16 |